# Shawnee (Kansas)
Pour les articles homonymes, voir Shawnee.
La ville américaine de Shawnee (en anglais [ʃɔːˈniː]) est située dans le comté de Johnson, dans l’État du Kansas. Elle comptait 62 209 habitants lors du recensement de 2010.